# Fahhad Mohammed al-Subaie
Fahhad Mohammed al-Subaie (arabisch فهاد محمد السبيعي, DMG Fahhād Muḥammad as-Subaiʿī; * 4. Februar 1994) ist ein saudischer Leichtathlet, der sich auf den Sprint spezialisiert hat. 2014 gewann er bei den Asienspielen die Silbermedaille über 200 Meter. Zudem ist er aktueller Rekordhalter im 200-Meter-Lauf.

## Sportliche Laufbahn
Erste internationale Erfahrungen sammelte Fahhad al-Subaie bei den Jugendweltmeisterschaften 2011 nahe Lille, bei denen er im 200-Meter-Lauf im Vorlauf ausschied und auch mit der saudischen Sprintstaffel (1000 Meter) nicht bis in das Finale gelangte. Zwei Jahre darauf gewann er bei den Arabischen Meisterschaften in Doha in 20,55 s die Silbermedaille. Anschließend gewann er bei den Asienmeisterschaften in Pune in 20,92 s die Silbermedaille über 200 Meter hinter dem Chinesen Xie Zhenye. Zudem belegte er im 100-Meter-Lauf in 10,48 s Rang fünf. Es folgte der Sieg über 200 Meter bei den Islamic Solidarity Games in Palembang sowie der Gewinn der Silbermedaille mit der 4-mal-100-Meter-Staffel sowie der bronzenen über 100 Meter. 2014 nahm er erstmals an den Asienspielen im südkoreanischen Incheon teil und gewann dort in 20,74 s die Silbermedaille hinter dem Katari Femi Ogunode. Bei den Leichtathletik-Asienmeisterschaften 2015 in Wuhan wurde er in 40,41 s Achter mit der 4-mal-100-Meter-Staffel und gewann in 20,63 s die Silbermedaille über 200 Meter hinter Ogunode.
Zwei Jahre später gewann er bei den Arabischen Meisterschaften in Radès Silber über 200 Meter und siegte mit der Staffel in 40,08 s. Anfang September wurde er bei den Asian Indoor & Martial Arts Games in Aşgabat sowohl im 60-Meter-Lauf, als auch mit der 4-mal-400-Meter-Staffel im Vorlauf disqualifiziert. 2019 siegte er erneut mit der Staffel bei den Arabischen Meisterschaften in Kairo und gewann Bronze im 200-Meter-Lauf. Kurz darauf gelangte er bei den Asienmeisterschaften in Doha über diese Distanz bis in das Finale, konnte dort aber nicht erneut antreten. Zudem belegte er mit der 4-mal-100-Meter-Staffel in 39,52 s den vierten Platz. Im Juli schied er bei der Sommer-Universiade in Neapel mit 49,59 s im 400-Meter-Lauf in der ersten Runde aus. Über 200 Meter qualifizierte er sich für die Weltmeisterschaften in Doha, bei denen er mit 20,59 s im Vorlauf ausschied. Anschließend wurde er bei den Militärweltspielen in Wuhan in 20,91 s Vierter über 200 Meter und wurde über 100 Meter im Halbfinale disqualifiziert. Zudem konnte er sich mit der 4-mal-400-Meter-Staffel mit 3:18,68 min nicht für das Finale qualifizieren. 2022 kam er bei den Islamic Solidarity Games in Konya in der Vorrunde über 200 Meter nicht ins Ziel und mit der 4-mal-100-Meter-Staffel belegte er in 39,32 s den fünften Platz. Im Jahr darauf gewann er bei den Arabischen Meisterschaften in Marrakesch in 20,71 s die Bronzemedaille über 200 Meter hinter dem Katari Femi Ogunode und Mohamed Obaid al-Saadi aus Oman. Kurz darauf gelangte er bei den Asienmeisterschaften in Bangkok mit 39,12 s auf Rang vier mit der Staffel und belegte in 21,10 s den siebten Platz über 200 Meter.

## Persönliche Bestzeiten
- 100 Meter: 10,28 s (+0,6 m/s), 10. Juni 2023 in Genf
- 200 Meter: 20,39 s (+1,4 m/s), 25. August 2019 in Taschkent (saudischer Rekord)
- 400 Meter: 47,46 s, 5. Juli 2019 in Prag